# Sinochasea
Sinochasea,  es un género monotípico de plantas herbáceas de la familia de las gramíneas o poáceas.  Su única especie: Sinochasea trigyna Keng, es originaria de China. 
Algunos autores lo incluyen en el género Pseudodanthonia.